# Ilkka Mikkola
Ilkka Tapani Mikkola (* 18. Januar 1979 in Kiiminki) ist ein ehemaliger finnischer Eishockeyspieler, der über viele Jahre bei Kärpät Oulu, Lukko Rauma, Jokerit Helsinki und TPS Turku in der SM-liiga unter Vertrag stand.

## Karriere
Oskari Korpikari spielte im Nachwuchsbereich für Kärpät Oulu und wurde noch als Jugendspieler im NHL Entry Draft 1997 in der dritten Runde als insgesamt 65. Spieler von den Montréal Canadiens ausgewählt, für die er allerdings nie spielte. Vor der Saison 1998/99 wechselte Mikkola zu TPS Turku, mit dem er dreimal hintereinander Meister wurde, bevor er von 2001 bis 2003 bei Jokerit Helsinki unter Vertrag stand, mit denen er 2002 ebenfalls Meister wurde. Vor der Saison 2003/04 erhielt Mikkola einen Vertrag bei Kärpät Oulu, aus dessen Jugend er stammt. Seit seinem Wechsel zu Kärpät hat der Verteidiger in den Jahren 2004, 2005, 2007 und 2008 weitere viermal den Meistertitel in der SM-liiga gewonnen, wurde 2003 Vizemeister und 2006 Dritter. Zudem erreichte er mit Kärpät in den Jahren 2005 und 2006 zweimal das Finale um den IIHF European Champions Cup, wobei man jeweils den beiden russischen Vertretern HK Awangard Omsk und HK Dynamo Moskau unterlag. In den Jahren 1998 bis 2008 hat Mikkola mit Ausnahme der Jahre 2003 und 2006 achtmal den finnischen Meistertitel gewonnen.
Im April 2013 verließ Mikkola Kärpät Oulu und wechselte zu Lukko Rauma, nachdem er in den sechs Spieljahren zuvor sein Team als Mannschaftskapitän aufs Eis geführt hatte.

### International
Für Finnland nahm Mikkola an den Junioren-Weltmeisterschaften 1997, 1998 und 1999 teil. Bei der U20-WM 1998 wurde Mikkola mit seiner Mannschaft Weltmeister.

## Erfolge und Auszeichnungen
| - 1999 Finnischer Meister mit TPS Turku - 2000 Finnischer Meister mit TPS Turku - 2001 Finnischer Meister mit TPS Turku - 2002 Finnischer Meister mit Jokerit Helsinki - 2003 IIHF-Continental-Cup-Gewinn mit Jokerit Helsinki - 2004 Finnischer Meister mit Kärpät Oulu - 2005 Finnischer Meister mit Kärpät Oulu - 2005 Pekka-Rautakallio-Trophäe | - 2005 2. Platz beim IIHF European Champions Cup mit Kärpät Oulu - 2006 2. Platz beim IIHF European Champions Cup mit Kärpät Oulu - 2007 Finnischer Meister mit Kärpät Oulu - 2008 Finnischer Meister mit Kärpät Oulu - 2009 Finnischer Vizemeister mit Kärpät Oulu |

### International
- 1996 Silbermedaille bei der U18-Junioren-Europameisterschaft
- 1998 Goldmedaille bei der Junioren-Weltmeisterschaft

## SM-liiga-Statistik
(Stand: Ende der Saison 2010/11)